# Johana z Guînes
Johana z Guînes (francouzsky Jeanne de Guînes,† 1331/1342 Guerville) byla hraběnka z Eu a Guînes.

## Život
Narodila se jako jedna ze dvou dcer Balduina z Guînes a Johany, dcery Matouše z Montmorency. Byla provdána za Jana z Brienne. Roku 1294 zdědili hrabství Eu a o rok později se Janovi podařilo na francouzském králi vysoudit hrabství Guînes, které Johanin děd pod nátlakem prodal francouzské koruně.
Roku 1302 Jan z Brienne společně s výkvětem francouzských rytířů padl v bitvě u Courtrai. Johana svého manžela přežila o řadu let. Zemřela roku 1331 či 1342 a byla pohřbena po jeho boku v cisterciáckém klášteře Foucarmont.